# Guerra húngaro-romena de 1919
A Guerra Húngaro-Romena foi travada entre a República Soviética Húngara e o Reino da Romênia de novembro de 1918 até março de 1920, com as principais operações militares sendo concluídas em agosto de 1919.
A Guerra Húngaro-Romena de 1919 foi um resultado militar da Primeira Guerra Mundial na Europa Central - similar à Guerra Polaco-Ucraniana e a Guerra Polaco-Soviética; quando a Transilvânia proclamou sua união com a Romênia em 1 de dezembro de 1918. A República Soviética da Hungria e o Reino da Romênia enfrentaram-se: ambos reivindicaram as regiões habitadas por seus grupos étnicos do dentro dos territórios perdidos da Áustria-Hungria.
No final de 1918, o último ano da Primeira Guerra Mundial, o colapso da Áustria-Hungria levou à declaração de União da Transilvânia com a Romênia. Os romenos pretendiam assegurar o sucesso de suas demandas territoriais na Conferência de Paz vindoura e auxiliar as aspirações nacionais dos romenos da Transilvânia. O conselho da coroa em Bucareste decidiu em favor de um ataque e em abril de 1919 os romenos lançaram uma poderosa ofensiva ao longo de toda a linha de demarcação húngaro-romena que foi definida de acordo com o Armistício de Belgrado de 1918. As decisões da Conferência de Paris de fazer avançar a linha de demarcação húngaro-romena eram inaceitáveis para o governo húngaro, que renunciou. Os bolcheviques tomaram o poder e pretendiam fazer valer sua promessa de proteger as fronteiras da Hungria resistir ainda mais a demanda de concessões territoriais da Entente.
Durante a guerra, o Exército Vermelho Húngaro também lutou contra as tropas da Checoslováquia, embora não simultaneamente com os romenos, e as forças iugoslavas ocuparam a Hungria até Pécs. Na primeira fase da guerra, o exército romeno avançou contra uma leve resistência [carece de fontes?] até os Cárpatos ocidentais. Na segunda fase, eles superaram o Exército Vermelho Húngaro ao chegar ao rio Tisza. Finalmente, na terceira fase, derrotaram o exército húngaro e ocuparam Budapeste (agosto de 1919), expulsando o regime comunista de Béla Kun.
Por sua fase final, mais de 120 000 soldados de ambos os lados estavam envolvidos. A dissolução da República Soviética da Hungria e a ocupação pela Romênia de partes da Hungria, incluindo a sua capital Budapeste, em agosto de 1919, pôs fim à guerra. As tropas romenas se retiraram da Hungria em março de 1920. Em junho de 1920, com o Tratado de Trianon, a filiação das regiões habitadas pela maioria romena à Romênia foi confirmada pelo direito internacional.

Mapa da guerra entre a Hungria e a Roménia em 1919

Os grupos étnicos em antigos territórios da Hungria após a Primeira Guerra Mundial